# Кронсгартен
Кронсґартен (німецькою «Коронний садок») — німецька менонітська колонія, сучасний східний район у місті Підгороднє. Розташована на лівому березі річки Кільчень недалеко від її впадіння у річку Самару. Є районом залізничної станції Підгородня.

## Історія

### Богородицьке в 1600—1776рр.
Богородицьке (сучасне Підгороднє) вперше було згадане у 1600 році. Після початку будівництва у 1687 році Богородицької фортеці на місці Старої Самарі, запорожці переселялися у навколишні зимівники. Нам місці самарського Катеринослава, на правому березі Кільчені при її впадінні в Самару існувало козацьке село Лошаківка. 

### Богородицьке, Лошаківка і Підгородне в 1776—1789рр.
На наступний рік після скасування Запорозької Січі 1776 року за 3—4 км на північ від Старої Самарі, у місці злиття річок Кільчень, Самара і Кримка на північних околицях сучасної Самарівки, було закладене губернське місто Катеринослав.
На плані Катеринослава місце Кронсґартена мало стати північним передмістям. 1778 року Богородицькі козацькі хутори було об'єднано в общинну військову слободу Підгородне, названу за її розташуванням під городом Катеринослав.
1783 року Катерина II вирішила перенести Катеринослав на нове місце.
1784 року Катеринослав було перенесено на правий берег у Половицю, а перший Катеринослав перейменовано на Новомосковськ — центр Новомосковського повіту.
1786 року Потьомкін рекомендував перенести повітове місто Новомосковськ у Новоселицю. Повітові і судові будинки було перенесено у Новоселицю, інші будинки — у Катеринослав, інші були розпродані.

### Кронсґартен в 1789—… рр.
1789 року пусті землі 1-го Катеринослава — Новомосковська на сході Підгородного було передано німецьким колоністам. На лівому березі річки Кільчень, на північ від Старого Катеринослава-Новомосковська було засноване менонітське селище Кронсґартен.
Село забудовувалося вздовж дороги з Богородицької фортеці (Самарь) до Підгородного. Частина цієї дороги є вулиця Бутова у Самарівці.
1886 року тут проживало 121 осіб, було 22 дворів, менонітський молитовний будинок, школа.
Колонія входила до складу Йозефстальської волості Новомосковського повіту.
Перед революцією, під час Першої світової війни та за часи радянської влади німці покинули свої домівки через вороже ставлення до віруючих німців.
7 (20) листопада 1917 року, відповідно до Третього Універсалу Української Центральної Ради, увійшло до складу Української Народної Республіки.  

### Підгородне
З побудовою залізниці і станції Підгородне активно забудовується у бік Кронсґартена. Кронсґартен включений до складу селища Підгородне.
1932 року з підняттям вод Дніпровського водосховища було підтоплено частина землі Кронсґартена. Забудова Кронґартена у районі залізничної станції Підгородна і далі вздовж Кільчені до Самари. Тут побудовано багато дач і далі курорт «СанРей» («Сонячна веселка»).

## Фото

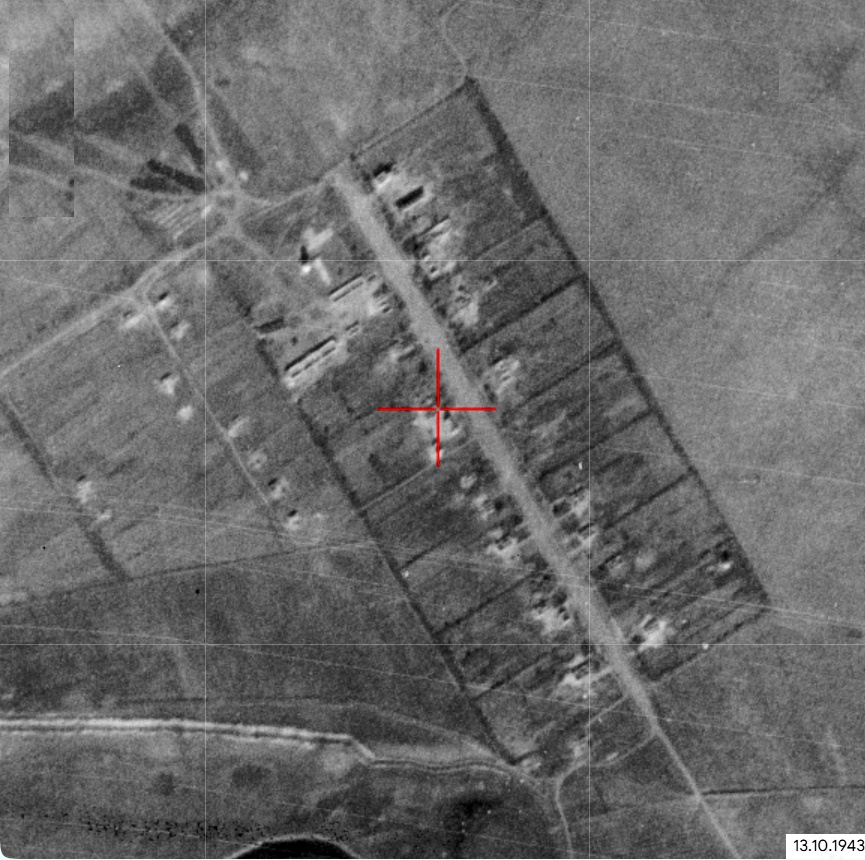
KronsGarten1943
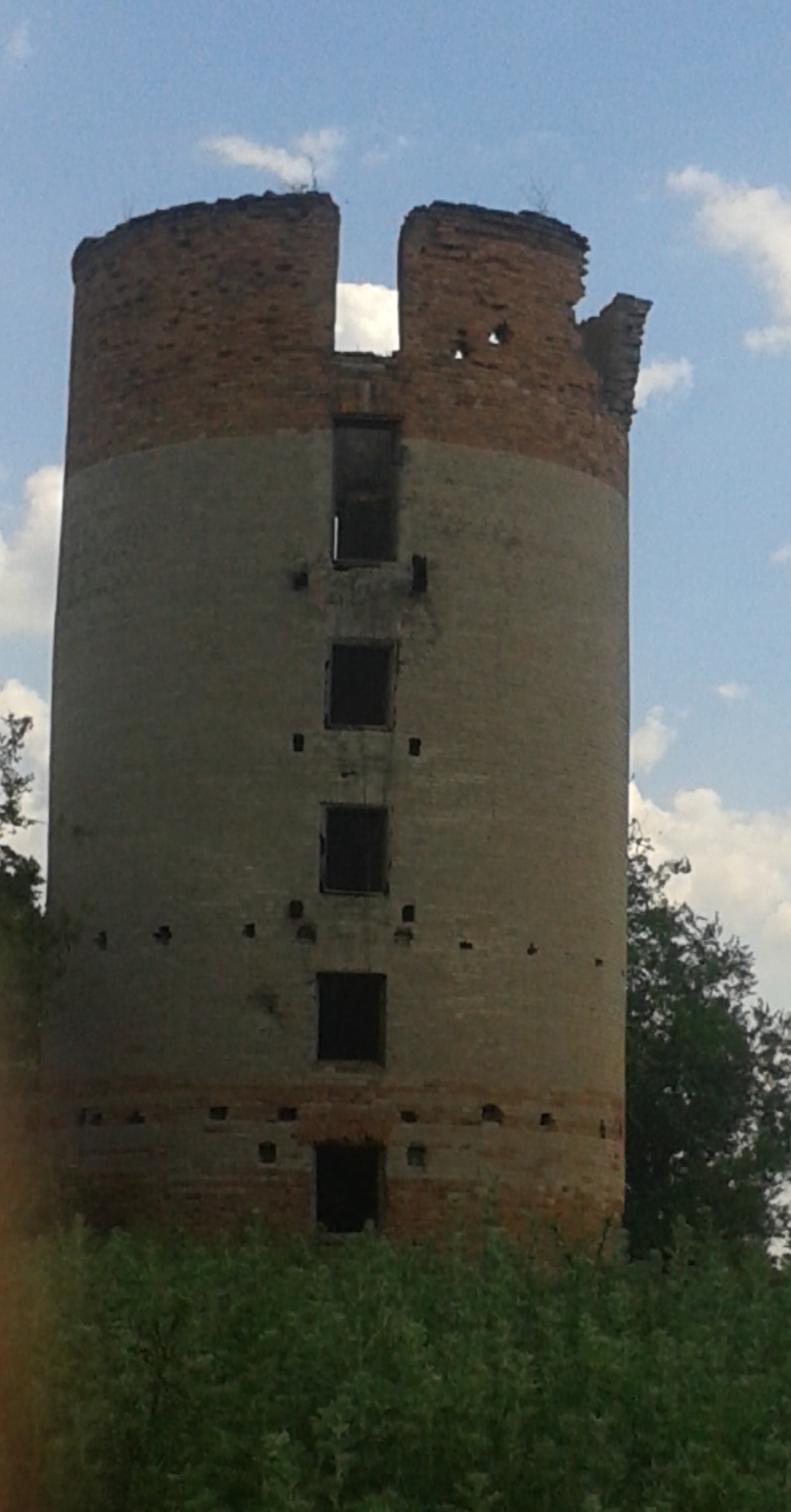
Водонапірна вежа — одна з небагатьох пам'яток колонії, що залишилися. побудована 1923 р. для зрошування полів та водопостачання у будинки колоністів. Продовжувала функціонувати у роки існування на території м. Підгороднє колгоспу ім. Мічуріна (1934—1988).*
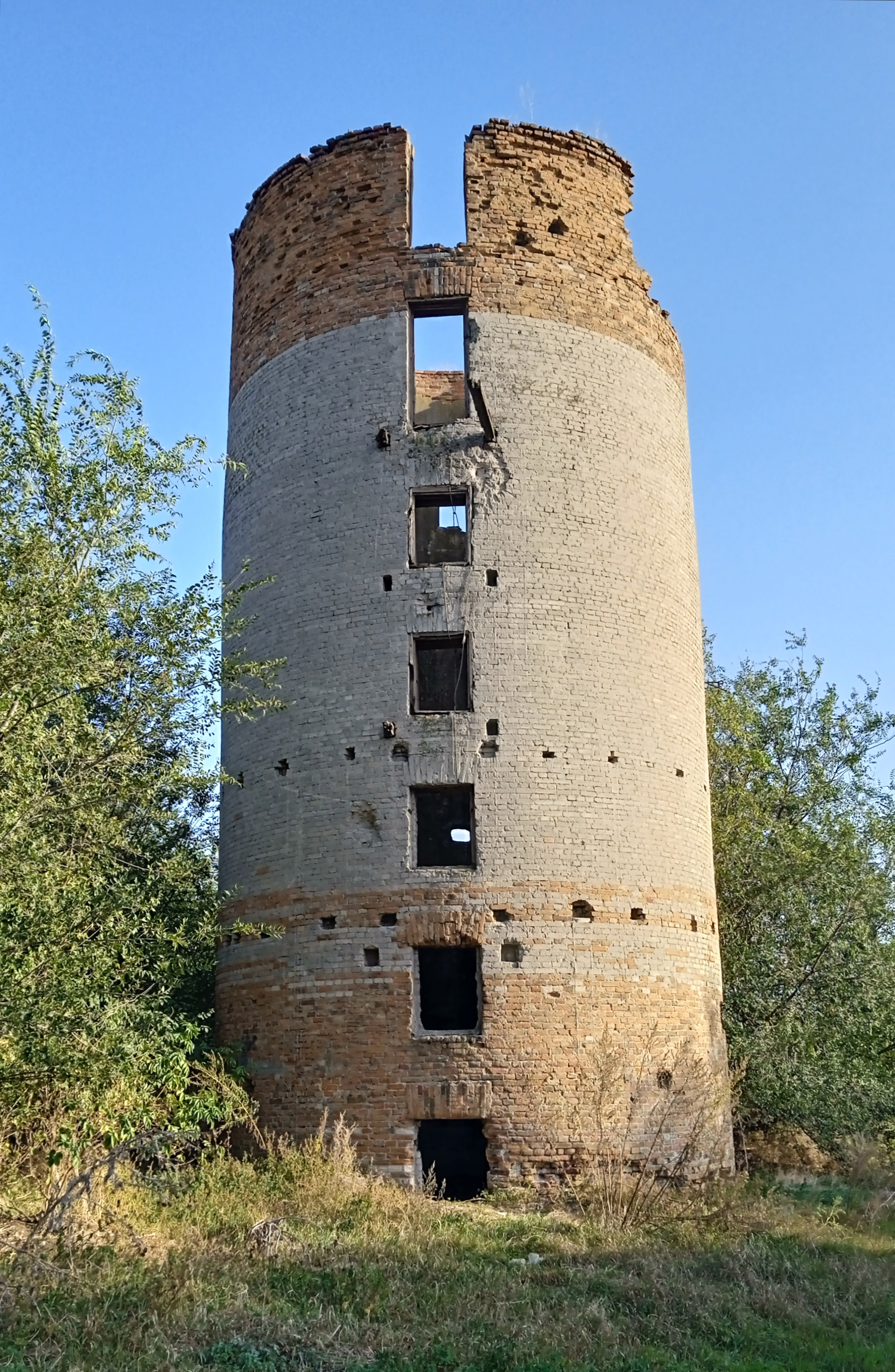
вежа 04-10-2023
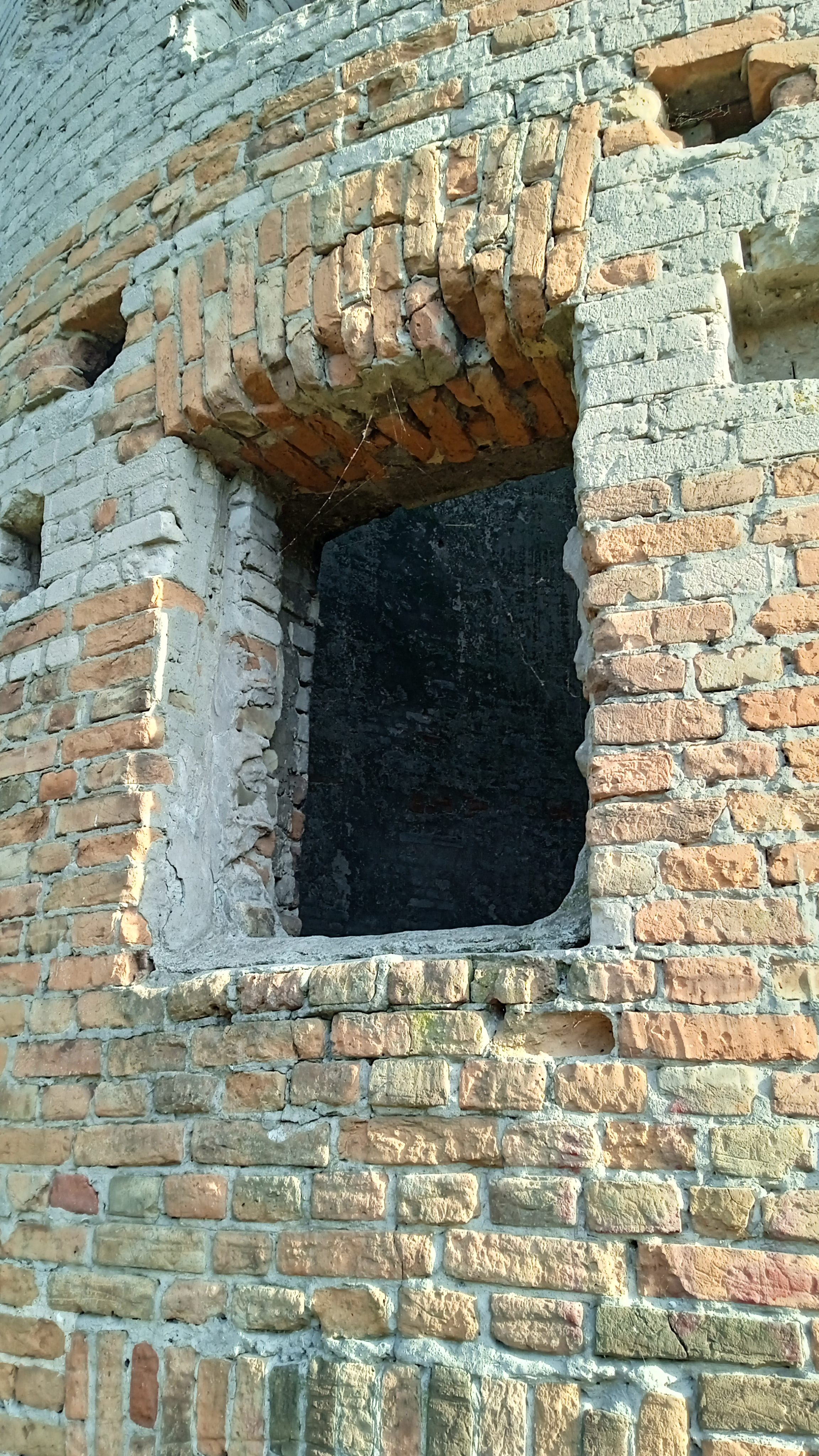
вежа 04-10-2023
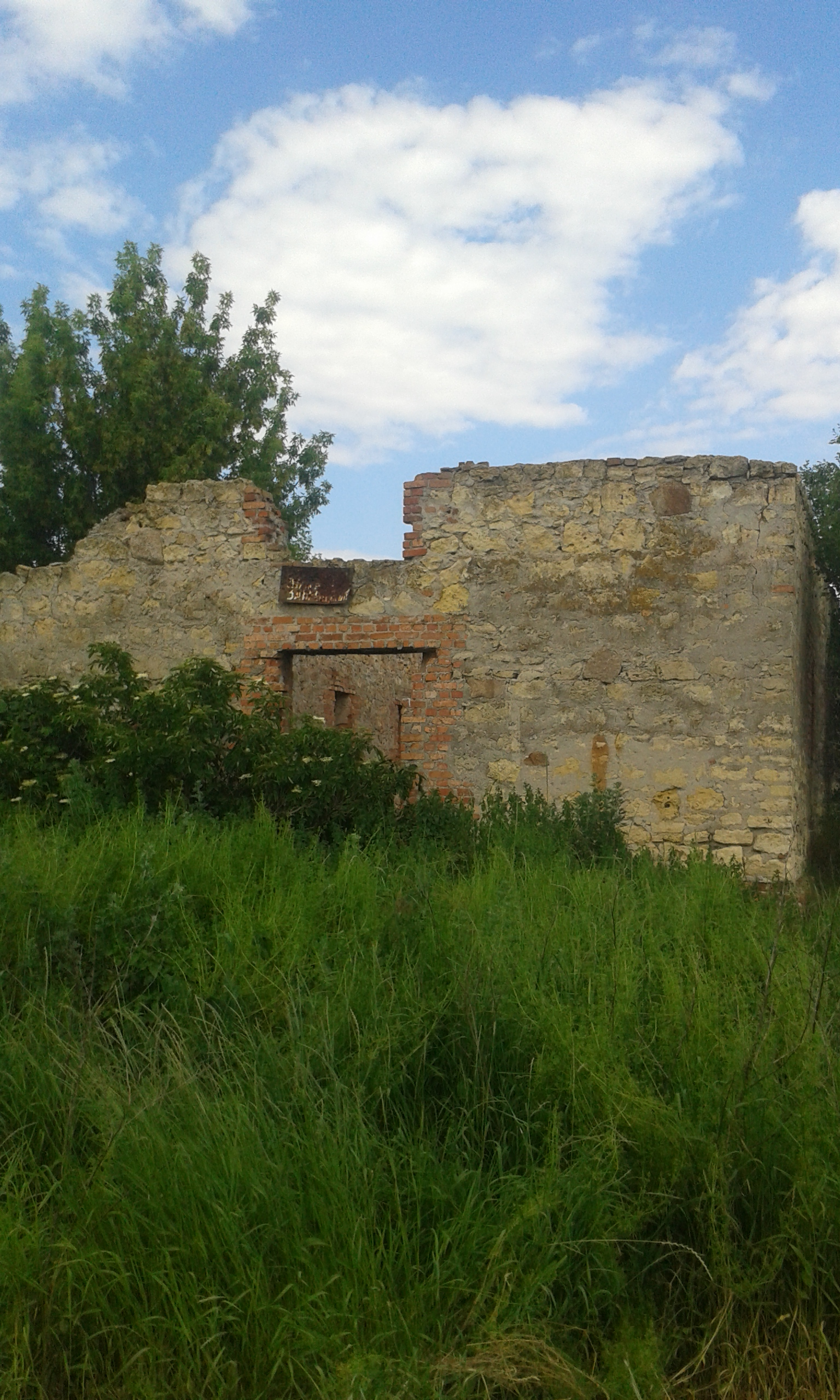
Руїни будівлі часів існування колонії
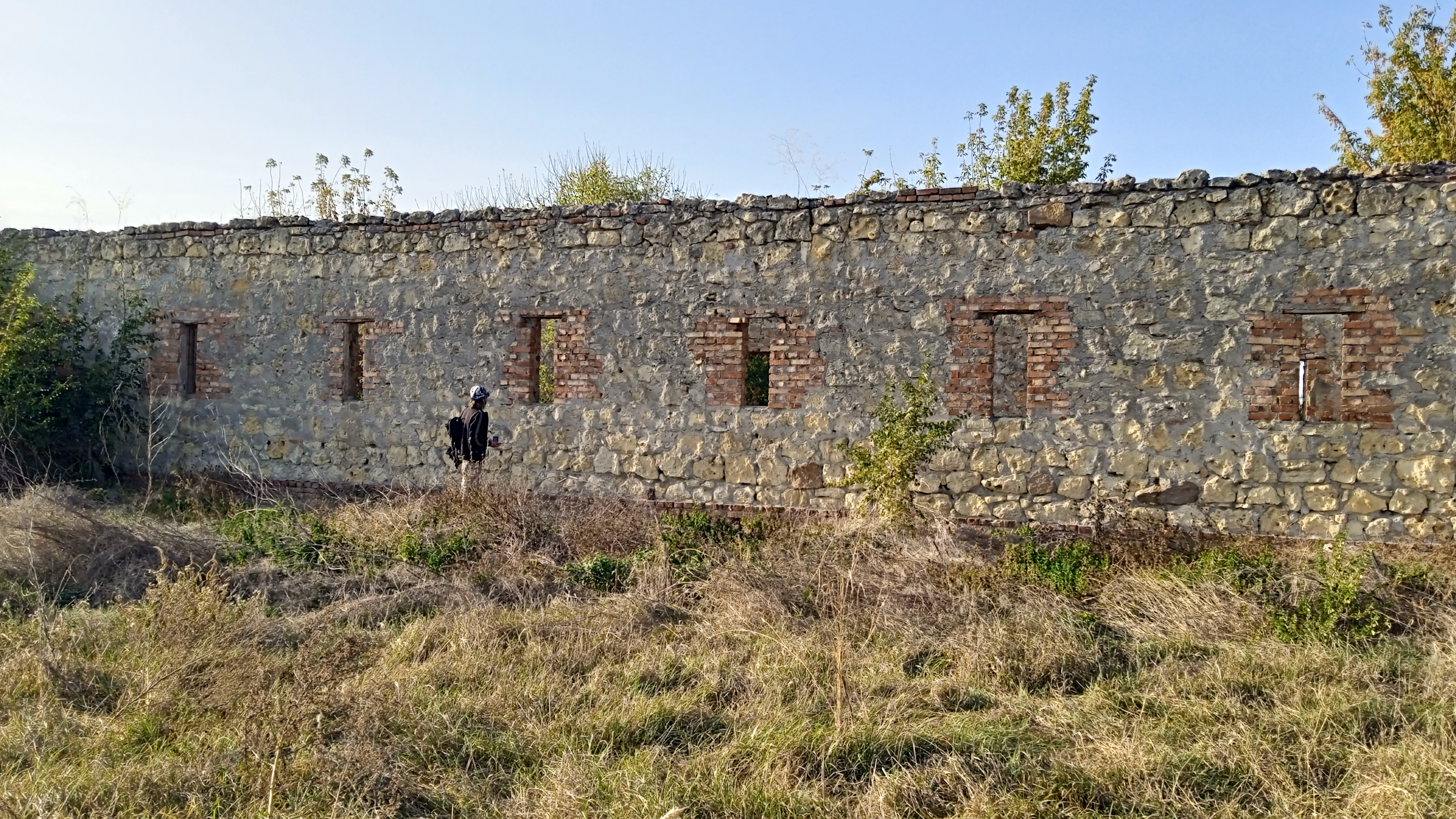